# Immer Ärger mit den Paukern
Immer Ärger mit den Paukern ist eine deutsche Filmkomödie, die im Spätsommer 1968 unter der Regie von Harald Vock in Österreich gedreht wurde. Die Produktion der Lisa Film war der erste von mehreren Filmen, mit denen der Produzent Karl Spiehs am Erfolg der Filmreihe Die Lümmel von der ersten Bank anknüpfen wollte. Der Film startete am 18. Oktober 1968 in den bundesdeutschen Kinos. 1969 wurde er für mehr als drei Millionen Zuschauer mit der Goldenen Leinwand ausgezeichnet. Insgesamt sahen den Film rund vier Millionen Kinobesucher.

## Inhalt
Student Peter Hartung lässt sich von seinem Freund Hans Werner überreden, an seiner Stelle für mehrere Wochen die Schule zu besuchen. Werner ist bereits zwei Mal in der Abschlussklasse durchgefallen und hat viel größeres Interesse daran, an einer wichtigen Reportage zu schreiben. Wenn die erst einmal erfolgreich herausgekommen ist, kann auch sein Vater, der Konsul, nichts mehr gegen seine Ambitionen haben. Peter, dessen kleiner Bruder Paul ebenfalls das Internat besucht, lässt sich zum Rollentausch überreden, als er in einer Pension die schöne Christa kennenlernt, die zum Internat will. Was Peter nicht weiß: Christa gehört dort zum Lehrpersonal und ist mit Studienrat Dr. Berger verlobt, hat sich mit dem jedoch wegen seiner Angelleidenschaft im Streit getrennt.
Der Schuljahresbeginn fängt anders als geplant an. Paul hat heimlich dem gesamten Lehrpersonal ein Telegramm geschickt, dass die Schule wegen Bauarbeiten erst einige Tage später beginnen wird. So erscheint am ersten Tag nur Dr. Berger, der über sein Angeln jede Post ignoriert hat. Er und Direktor Schwabmann teilen sich nun in alle zu gebenden Stunden und werden in ihrem Tun immer wieder von Paul und seinen Freunden gehindert. Viel mehr als auf den tier- und kinderlieben Schwabmann haben sie es jedoch auf Fräulein von Ebendorf abgesehen, die Schwabmann aufdringlich den Hof macht. Ihr färben sie Tomaten ein und stecken in ihre Honigtöpfe Essiggurken.
Unterdessen macht Dr. Berger Peter das Leben schwer. Er hat ihn mit Christa tanzen sehen und ist nach dem Blick auf die Zeugnisse Hans Werners überzeugt, in Peter einen Versager sitzen zu haben. Als Dr. Berger eine Unterredung von Peter und Paul hört, in der Paul seinen Bruder beim richtigen Namen nennt, verhängt Dr. Berger spontan Stubenarrest für Peter, da er weiß, dass sich Hans Werners Vater, der Konsul, für die nächsten Tage angekündigt hat. Peter und Paul rächen sich an Dr. Berger, indem sie ein Mikrofon in einem Postkasten installieren und Dr. Berger denken lassen, Peter sei im Kasten versteckt. Bevor jedoch die Polizei den am Ende wirr redenden Dr. Berger in die Irrenanstalt mitnehmen kann, klärt Christa die Situation auf. Sie hatte Paul mit dem Abhörgerät gesehen und eröffnet Peter nun auch, dass sie mit Dr. Berger verlobt ist. Sie ahnt, dass Peter in Wirklichkeit auch nicht in sie, sondern in die freche Dagmar verliebt ist, die ihn schon einmal zur Mund-zu-Mund-Beatmung gezwungen hat. Peters Identität bleibt ein Geheimnis, da der Konsul längst von Hans Werner in alles eingeweiht wurde und Peter nun als seinen Sohn begrüßt – ein weiterer Fall, in dem Dr. Berger am Ende als Lügner dasteht. Und auch Paul ist zufrieden: In einem letzten Streich setzt er mit einem Freund den Festsaal des Internats unter Wasser und hängt an Peters Auto Konservenbüchsen.

## Entstehungsgeschichte

### Vorgeschichte
Der enorme Erfolg des im April 1968 gestarteten Films Zur Hölle mit den Paukern des Produzenten Franz Seitz animierte auch andere Filmproduzenten, ähnliche Filme auf den Markt zu bringen. Am schnellsten war der Österreicher Karl Spiehs, der mit seiner in München ansässigen Lisa Film GmbH bereits im Spätsommer des gleichen Jahres mit den Dreharbeiten zu dem Film Immer Ärger mit den Paukern beginnen konnte.
Neben den bekannten Darstellern Uschi Glas und Georg Thomalla, die bereits in der originalen „Lümmel“-Filmreihe mitwirkten, konnte Spiehs für seine Filmproduktion den populären Schlagersänger Roy Black engagieren, der darin seine erste Hauptrolle spielen und zwei aktuelle Lieder singen sollte. Das Drehbuch schrieben die routinierten Komödien-Autoren August Rieger und Janne Furch. Als Regisseur wurde der damalige Unterhaltungschef des NDR Fernsehens Harald Vock verpflichtet, der damit sein Kinofilm-Debüt gab.

### Dreharbeiten
Die Filmaufnahmen fanden vom 5. August bis 16. September 1968 in Gmunden und Altmünster am Traunsee in Österreich statt. Ein Filmatelier wurde nicht benötigt. Wegen Dauerregens mussten 15 Szenen, die am See spielen sollten, in die Schule verlegt werden, in der die ausgefallenen Szenen durch entsprechende Erzählungen halbwegs ersetzt wurden.

### Filmmusik
Neben der originalen Filmmusik von Gerhard Heinz und Claudius Alzner fanden in dem Film die von Roy Black gesungenen Schlager Wunderbar ist die Welt, eine Coverversion des Armstrong-Hits What a wonderful world, und Du bist da Verwendung. Beide Titel erschienen seinerzeit auf einer Single des Labels Polydor.

## Rezeption
Die FSK gab den Film nach einer Prüfung am 14. Oktober 1968 ab 6 Jahren frei. Der Film wurde, in Konkurrenz zur echten „Lümmel“-Reihe des Constantin-Filmverleihs, von Ilse Kubaschewskis Gloria-Filmverleih vermarktet und erwies sich ebenfalls als großer kommerzieller Erfolg. Karl Spiehs produzierte nach dem Vorbild von Immer Ärger mit den Paukern weiterhin Komödien mit namhaften Schlagerstars, darunter auch die inoffiziellen „Pauker“-Filme Unsere Pauker gehen in die Luft und Musik, Musik – da wackelt die Penne (beide 1970).
Die echte „Lümmel“-Reihe wurde mit dem im Dezember 1968 gestarteten Film Zum Teufel mit der Penne fortgesetzt.

## Kritiken
„Mäßige Lustspiel-Unterhaltung mit etwas Sex und viel Klamauk.“

„Blödeleien aus der Mottenkiste.“

„Ein Film wie ein schlechter Schülerstreich.“

„Internatsstreiche halbstarker Jugendlicher. Nebenher läuft eine dünnblütige Liebes- und Eifersuchtsgeschichte. Nur für sehr anspruchslose Zuschauer ohne jede Empfehlung.“

## DVD
- Immer Ärger mit den Paukern. MCP Sound & Media. 2003. Bestellnummer: 162.021